# Hildebrandts glansspreeuw
De Hildebrandts glansspreeuw (Lamprotornis hildebrandti) is een spreeuwensoort uit de familie Sturnidae (Spreeuwen). De vogel is vernoemd naar de 19e-eeuwse Duitse verzamelaar Johannes Hildebrandt.

## Verspreiding en leefgebied
Deze soort komt voor in Kenia en Tanzania.